# Teoría de cuerdas de Tipo IIA
En física teórica, la teoría de cuerdas Tipo IIA es una de las cinco teorías consistentes de supercuerdas y una de los dos tipos de teoría de cuerdas de tipo II, con una supersimetría en 10 dimensiones. Difiere de la teoría de tipo IIB principalmente en el hecho de que esta última es quiral (violando la paridad).

## Características
La teoría de cuerdas tipo IIA es muy similar a la teoría de tipo IIB. La teoría tipo IIA incluye cuerdas cerradas propagándose en un espacio-tiempo plano de 10D (9+1). Si se incluyen las branas dentro de la teoría, entonces la teoría también contendrá cuerdas abiertas. Otra propiedad importante, es que en la teoría tipo IIA todas las cuerdas son orientables y presenta D-branas de 0, 2, 4, 6, y 8 dimensiones.
Presenta un grado de supersimetría N = 2 (por esta razón, se denomina "Tipo II"). Se diferencia a la Teoría de Tipo IIB, en que ciertos fermiones levógiros, fL, y sus imágenes especulares dextrógiras, fR, poseen diferente quiralidad, es decir, fL posee helicidad izquierda (h = + 1) y fR posee helicidad derecha (h = - 1), o viceversa. Bajo una rotación es posible igualar ambos objetos, por lo que en este caso la teoría es aquiral y existe simetría de paridad. Sin embargo, es posible hacer que esta teoría sea quiral, si se compactifica el espacio-tiempo 9+1 de forma conveniente. 
No presenta grupo de simetría (grupo Gauge), aunque esto no significa que la teoría no posea otras simetrías, es decir, otros grupos de simetría.
Su teoría efectiva a bajas energías es una Supergravedad (SUGRA) Tipo IIA de 10D.

## Dualidades y otras relaciones de simetría
En energías bajas, la Teoría de cuerdas de Tipo IIA es descrita por la supergravedad de tipo IIA en 10 dimensiones, que es una teoría no quiral (es decir, simétrica izquierda-derecha) con (1, 1) d = 10 supersimetría; el hecho de que las anomalías se cancelen en esta teoría es, por lo tanto, trivial.
Las teorías Tipo IIA y Tipo IIB son simétricas mediante una dualidad-T: la teoría Tipo IIA con una dimensión compacta con radio R es equivalente a la teoría Tipo IIB con una dimensión de radio 1/R, y viceversa.
Tal como fue observado por Edward Witten en los años 90, basándose en intuiciones anteriores de Michael Duff, de Paul Townsend y otros, el límite de la teoría de cuerdas de tipo IIA cuando la constante de acoplamiento de la cuerda tiende al infinito se convierte en una nueva teoría 11-dimensional llamada teoría M. Es decir, la teoría tipo IIA con constante de acoplamiento Φ débil es una teoría de cuerdas en 10D, pero conforme aumenta la constante de acoplamiento Φ emerge una dimensión espacial extra, y se pasa a una teoría en 10+1, es decir, de 11D. La teoría IIA corresponde, por tanto, a una teoría en 11D en la que una de las dimensiones espaciales queda compactada en un círculo de radio R11 = Φ. Cuando la constante de acoplamiento Φ es pequeño, el tamaño de la dimensión extra R11 resulta muy pequeño y la teoría es aproximadamente de 10D. Si queremos estudiar la teoría IIA con constante de acoplamiento Φ grande, el radio R11 crece, la dimensión extra se torna visible y pasamos a una teoría en 11D.